# 3-Amino-5-chlor-4-methylbenzolsulfonsäure
3-Amino-5-chlor-4-methylbenzolsulfonsäure ist eine organische Verbindung aus der Gruppe der o-Toluidine.

## Synthese
Die Herstellung von 3-Amino-5-chlor-4-methylbenzolsulfonsäure erfolgt durch die Sulfonierung von 2-Chlor-6-nitrotoluol mit Oleum. Die 3-Chlor-4-methyl-5-nitrobenzolsulfonsäure wird anschließend katalytisch hydriert oder  chemisch reduziert.

## Verwendung
Die Verbindung kann als Diazokomponente zur Herstellung von Azofarbstoffen für schwarze und braune Farbtöne insbesondere für Lederfarbstoffe wie beispielsweise C.I. Acid Brown 105 (C.I. 13530) verwendet werden.